# Inesa Drabyszeuska
Inesa Michajłauna Drabyszeuska (biał. Інэса Міхайлаўна Драбышэўская, ros. Инесса Михайловна Дробышевская, Iniessa Michajłowna Drobyszewska; ur. 23 sierpnia 1947) – białoruska lekarka, wieloletnia parlamentarzystka Republiki Białorusi.
Ukończyła Witebski Państwowy Instytut Medyczny. Pracowała jako lekarz-internista w Poliklinice nr 2 w Homlu oraz kolejno jako zastępczyni naczelnego lekarza szpitalnego i główny lekarz onkologii obwodu homelskiego. W latach 1990–1995 zasiadała w Radzie Najwyższej Białoruskiej SRR, później Republiki Białorusi, gdzie weszła w skład komisji ochrony zdrowia, kultury fizycznej i opieki społecznej. Była ministrem ochrony zdrowia Republiki Białorusi.
13 stycznia 1997 roku została członkinią nowo utworzonej Rady Republiki Zgromadzenia Narodowego Republiki Białorusi I kadencji. Od 22 stycznia pełniła w niej funkcję przewodniczącej Stałej Komisji ds. Społecznych. Jej kadencja w Radzie Republiki zakończyła się 19 grudnia 2000 roku.